# Château de Dagstuhl
Le château de Dagstuhl est un ancien manoir du XVIIIe siècle, situé en Sarre près de Wadern, dans le sud-ouest de l'Allemagne.

## Histoire de l'édifice
Le site a reçu un premier château fort au XIIIe siècle, dont les ruines sont visibles non loin du site actuel. Le château actuel date des années 1760, lorsque le comte Anton von Öttingen-Soetern-Hohenbaldern l'érige au pied de l'ancien Burg. Au début du XIXe siècle, le château devient la propriété du baron Guillaume Albert de Lasalle de Louisenthal. Ce bien, lorsqu'il fut proposé à la vente, était ainsi décrit : terre de Dagstouhl, consistant en un château et autres bâtiments ; 212 ares de jardin en 4 pièces ; 96 ares de vergers ; 84 hectares 50 ares de terres, et 100 hectares 36 ares d'excellentes prairies, affermée 5840 francs. Comme en témoignent les tableaux de la chapelle castrale, sa fille, l'artiste peintre Octavie Marie Elisabeth de Lasalle von Louisenthal y vivra sa passion pour les arts. En 1959, la famille Lasalle von Louisenthal cède le château et ses dépendances aux Sœurs franciscaines, qui en font une maison de retraite. 

## Affectation actuelle
En 1989, le gouvernement de la Sarre et le land de Rhénanie-Palatinat crée un centre international consacré aux sciences informatiques. Suivant le modèle du centre de mathématiques d'Oberwolfach, ce centre de recherche est installé dans le parc du château de Dagstuhl. Des extensions nouvelles sont venues s'ajouter à l’édifice du XVIIIe siècle, permettant aux chercheurs de travailler dans un cadre agréable de verdure. Le Leibniz-Zentrum für Informatik (LZI) a été créé à Dagstuhl en 1990. Le centre est géré comme un organisme sans but lucratif, et financé par des fonds publics et privés. De nombreuses institutions de recherche allemandes et étrangères le soutiennent.